# プレーパーク
プレーパークは、従来の公園、既成のブランコ、シーソー、鉄棒などがあるようなお仕着せの遊び場と違い、一見無秩序のように見えて、子供たちが想像力で工夫して、遊びを作り出すことの出来る遊び場、東京都世田谷区の羽根木プレーパークがオープンして、この言葉が日本でも広く知られるようになった。子供の安全の確保のために指導員を置いたりすることもある。
もともとは、ヨーロッパの都市の子供のための公園で、古タイヤを積み上げたりしただけで遊び場として提供するといった動きが出てきて、そういうものに見習ったもの。
公共の遊び場というもの自体は、1865年からあり、1943年デンマークの公園設計家C・Th・ソーレンセンが、コペンハーゲンで「がらくた遊び場」（Geruempelspielplatz）という彼のアイディアを初めて実際のものとして作り上げたのがプレーパークの始まりといわれる。
1950年代にはスイスやイギリスで同種のものが作られるようになり、ロビンソン遊び場や、冒険遊び場という名前で呼ばれた。1960年代には、当時の西ドイツの西ベルリンでやはり冒険遊び場がつくられ、この呼称が一番ポピュラーなものになりつつある。冒険遊び場を翻訳したものが、プレーパークであるといってもよいだろう。
子供たちが、安全に、しかし、予め設えられた設備や遊びのプランの選択肢に縛られることなく、自由に変更や改変を加えて、自分たちのアイディアとスタイルで楽しみ、発見や創造する喜びを味わえるというのが、プレーパークの哲学である。
2019年、羽根木プレーパークがオープンして40年となる節目の年に、生活工房で展覧会「プレーバック、プレーパーク！　遊び場をめぐる冒険」が開催された。これは、羽根木プレーパークの開設前後に焦点を当てたものであり、世田谷区・経堂の暗きょではじまった「こども天国」、場所を移して再開した「桜丘冒険遊び場」もあわせて紹介された。